# (18948) Hinkle
(18948) Hinkle (2000 QT79) – planetoida z pasa głównego asteroid okrążająca Słońce w ciągu 4,28 lat w średniej odległości 2,63 j.a. Odkryta 24 sierpnia 2000 roku.